# Joseph de Guanderax
Joseph de Guanderax, né le 3 février 1888 à Saint-Pé-de-Bigorre et mort le 19 octobre 1916 à Belleville-sur-Meuse, est un joueur de rugby à XV et un athlète français, spécialiste du 110 m haies.

## Biographie
Joseph Tiburce de Guanderax remporte en 1912 le titre de Champion de France du 110 m haies.
Il est sélectionné pour représenter la France aux prochains Jeux olympiques de Stockholm. 
Lors que la Première Guerre mondiale, il est engagé dans le 2e régiment du génie.
Il est mort au combat à l'âge de 28 ans.

## Carrière

### Athlétisme
- Championnats de France d'athlétisme :
  - vainqueur du 110 m haies en 1912

### Rugby à XV
Il pratique également le rugby au Stade bordelais, au poste de trois-quart.